# Tấn bi kịch
Tấn bi kịch  (tiếng Nga: tragicheskoe; tiếng Pháp: tragique) là phạm trù mỹ học phản ánh một hiện tượng có tính quy luật của thực tế đời sống xã hội thường diễn ra trong cuộc đấu tranh không ngang sức giữa cái thiện với cái ác, cái mới với cái cũ, cái tiến bộ với cái phản động,... trong điều kiện những cái sau còn mạnh hơn những cái trước. Đó là sự trả giá tự nguyện cho những chiến thắng và sự bất tử về tinh thần bằng nỗi đau và cái chết của nhân vật chính diện.
Tấn bi kịch tạo ra một cảm xúc thẩm mĩ phức hợp bao hàm cả nỗi xót đau, niềm hân hoan lẫn nỗi sợ hãi khủng khiếp. tấn bi kịch  thường đi liền với nỗi đau và cái chết, song bản thân nỗi đau và cái chết chưa phải là tấn bi kịch. Chúng chỉ trở thành Tấn bi kịch khi hướng tới và khẳng định cái bất tử về mặt tinh thần của con người. tấn bi kịch là cơ sở quy định đặc trưng của xung đột nghệ thuật trong thể loại bi kịch. Đó là loại xung đột được tạo nên bởi hành động tự do của nhân vật trong việc thực hiện cái tất yếu mà nó tự thấy trước là không tránh khỏi bị giết chết như nhân vật trong bi kịch anh hùng hoặc không thấy trước như trong bi kịch về sự lầm lạc.
Bi kịch, về bản chất ca ngợi, khẳng định sự bất tử của con người và phát hiện những phẩm chất cao đẹp, anh hùng của nó. Hê-ghen cho rằng, trong bi kịch cái chết không chỉ là sự hủy diệt. Nó còn có nghĩa là sự bảo tồn dưới hình thức biến dạng cái mà trong hình thức có sẵn cần phải bị tiêu vong. Ăng-ghen thì cho rằng cội nguồn của tấn bi kịch  là "xung đột giữa đòi hỏi tất yếu về mặt lịch sử với tình trạng không thể thực hiện được nó trong thực tiễn".
Trong văn học – nghệ thuật, tấn bi kịch  qua mỗi thời đại vừa không thay đổi (ví dụ cảm hứng duy nhất về mặt loại hình), lại vừa dễ thay đổi (về mặt bản chất xã hội – lịch sử thể hiện ở tính chất, hình thái xung đột).
Chẳng hạn trong bi kịch của Sếch-xpia, tấn bi kịch  là cái xung đột giữa ý thức cá nhân của con người với thời đại và thiết chế xã hội cũng như chính bản thân mình. Còn trong bi kịch của chủ nghĩa cổ điển thì nó lại là xung đột giữa dục vọng, khát vọng cá nhân với tinh thần nghĩa vụ quốc gia.
Trong văn học – nghệ thuật ngày nay, tấn bi kịch  được khám phá và thể hiện trên nhiều khía cạnh và từ trong cội nguồn lịch sử – xã hội của nó. Ở đây, cái bất tử của nhân vật được thực hiện trong cái bất tử của nhân dân, vì thế tấn bi kịch  mang tính chất lạc quan lịch sử.